# Guillermo La Rosa
Guillermo Claudio La Rosa Laguna (* 6. Juni 1952 in Lima) ist ein ehemaliger peruanischer Fußballspieler. Er nahm mit der Nationalmannschaft seines Heimatlandes an den Fußball-Weltmeisterschaften 1978 und 1982 teil.

## Karriere

### Vereinskarriere
La Rosa begann seine Profikarriere 1971 bei Porvenir Miraflores. Am Ende der Spielzeit stieg er mit seinem Klub aus der Primera División ab. Im folgenden Jahr wurde er Torschützenkönig der zweiten Liga. Aufgrund seiner Leistungen wurde er für den peruanischen Kader bei den Juegos Bolivarianos 1973 in Panama nominiert. La Rosa erzielte elf Tore in drei Spielen und gewann mit Peru die Goldmedaille.
1973 wurde er von Defensor Lima verpflichtet und gewann mit dem Klub in seiner ersten Saison die nationale Meisterschaft. Nach zwei Spielzeiten bei den Sport Boys wechselte er 1978 zu Alianza Lima, wo er ebenfalls auf Anhieb den Meistertitel gewann. Im selben Jahr war er gemeinsam mit dem Argentinier Néstor Leonel Scotta von Deportivo Cali mit acht Treffern bester Torschütze der Copa Libertadores.
Ab 1979 spielte er in Kolumbien, wo er mit Atlético Nacional und América de Cali zwei weitere nationale Meisterschaften gewann. 1982 kehrte La Rosa für eine Spielzeit zu Alianza Lima zurück. Nach den weiteren Stationen Deportivo Pereira und Cúcuta Deportivo wechselte er 1987 nach Ecuador zu LDU Quito, wo er seine Spielerkarriere 1989 beendete.

### Nationalmannschaft
Zwischen 1975 und 1985 bestritt La Rosa 39 Länderspiele für die peruanische Fußballnationalmannschaft, in denen er drei Tore erzielte.
La Rosa wurde von Nationalcoach Marcos Calderón ins peruanischen Kader für die Fußball-Weltmeisterschaft 1978 in Argentinien berufen. Er stand in allen drei Spielen der Gruppenphase gegen Schottland, die Niederlande und den Iran in der Startaufstellung. Peru beendete die Vorrunde souverän auf dem ersten Rang und zog in die Zwischenrunde ein. Dort kam La Rosa in den Spielen gegen Brasilien und Polen zum Einsatz. Lediglich bei der 0:6-Niederlage im abschließenden, für Peru unbedeutenden und bis heute von Manipulationsvorwürfen begleiteten Spiel gegen die Gastgeber, welche das Endspiel nur noch mit einem hohen Sieg erreichen konnten, war La Rosa nicht dabei.
Bei der Copa América 1979 wurde er in den beiden Halbfinalspielen gegen Chile eingesetzt. Die Peruaner schieden nach einer Niederlage und einem Unentschieden aus und konnten ihren Titel von 1975 nicht verteidigen.
Auch bei der Fußball-Weltmeisterschaft 1982 in Spanien stand La Rosa im peruanischen Aufgebot und kam in allen drei Gruppenspielen zum Einsatz. Nach zwei torlosen Unentschieden gegen Kamerun und den späteren Weltmeister Italien bedeutete die 1:5-Niederlage gegen Polen, bei der La Rosa den peruanischen Ehrentreffer erzielte, das frühe Aus nach der Vorrunde.

## Erfolge
- Peruanische Meisterschaft: 1973, 1978
- Kolumbianische Meisterschaft: 1982, 1984
- Torschützenkönig der Copa Libertadores: 1978
- Goldmedaille bei den Juegos Bolivarianos: 1973